# 前田勝 (銀行家)
前田 勝（まえだ まさる、1907年9月9日 - 2003年1月1日 ）は、日本の経営者。紀陽銀行頭取を務めた。

## 来歴・人物
和歌山県出身。1929年に神戸高等商業学校を卒業し、同年に伊那合同銀行(のちの紀陽銀行)に入行した。1948年に取締役に就任し、1959年に常務、1961年に専務を経て、1974年に副頭取に就任し、1981年4月には頭取に昇格した。1985年6月から1987年6月までに会長を務めた。
1985年4月に勲四等旭日小綬章を受章。
2003年1月1日、老衰のために死去。95歳没。